# Copa Rio Sul de Futsal de 2018
A Copa Rio Sul de Futsal de 2018, foi a 26ª edição da Copa Rio Sul de Futsal. Disputaram a final desta edição Paulo de Frontin e Vassouras, que chegaram invictas a final. Por ter feito melhor campanha, Paulo de Frontin, que foi vice-campeã na edição anterior, chegou à esta final com a vantagem do empate. Com o placar final de 2x2, a equipe de Paulo de Frontin finalmente sagrou-se campeã do torneio.

## Premiação

### Campeão
| Copa Rio Sul de Futsal de 2018       |
| ------------------------------------ |
| Paulo de Frontin Campeão (1o Título) |